# Unterisling
Unterisling ist ein Weiler im Stadtbezirk Oberisling-Leoprechting-Graß von Regensburg, Bayern, auf der Gemarkung Oberisling.

## Geschichte
Der Weiler Unterisling erscheint in alten Schreibungen als Nidern Isling. Mit dem benachbarten Oberisling und mit der Abtei St. Emmeram bestanden keine besonderen geschichtlichen Beziehungen. Auch die kirchliche Zuteilung war eine andere. Mit Burgweinting, Höfling usw. ist es nach Obertraubling eingepfarrt. Eine alte Grundherrschaft hatte hier aber das Regensburger Reichsstift Niedermünster. Mit dem Reichsdeputationshauptschluss von 1803 fiel der Ort zunächst an das Fürstentum Regensburg Karl Theodor von Dalbergs und nur sieben Jahre später, 1810, an Bayern. 1818 entstand mit dem bayerischen Gemeindeedikt die „Ruralgemeinde“ Oberisling mit einem gewählten Gemeindevorsteher – später Bürgermeister genannt. Die Gemeinde bestand aus dem Kirchdorf Oberisling und dem Weiler Unterisling und umfasste 547,13 Hektar. Am 1. Januar 1970 wurde die Nachbargemeinde Graß mit dem Ort Leoprechting eingemeindet, zeitgleich kam ein kleiner Teil Oberislings mit 14 Einwohnern zu Regensburg. Am 1. Januar 1977 wurde die nun über 900 Hektar große Gemeinde im Zuge der Gemeindegebietsreform in die Stadt Regensburg eingemeindet und bildet dort den Stadtbezirk Oberisling-Leoprechting-Graß. Oberisling hat das Erscheinungsbild eines in sich geschlossenen kleinen Ortes.
Am 12. September 2006 zelebrierte Papst Benedikt XVI. im Rahmen seines Besuches in Regensburg eine Messe auf dem nahe gelegenen Islinger Feld.